# Rodney Brooks
Pour les articles homonymes, voir Brooks.
Rodney Allen Brooks est un roboticien, écrivain et entrepreneur australien né le 30 décembre 1954. Il est surtout connu pour avoir popularisé l'approche actionniste (aussi appelée la robotique behavioriste).

## Biographie
Rodney Allen Brooks naît le 30 décembre 1954.
En 1981, il obtient un PhD en informatique de l'université Stanford sous la supervision de Thomas Binford (en).
Il a été le Panasonic Professor of Robotics au Massachusetts Institute of Technology. Il a occupé le siège de directeur du MIT Computer Science and Artificial Intelligence Laboratory. Il a fondé en 1990 la société iRobot, dont il a été le CTO.
Dans son article de 1990, « Elephants Don't Play Chess », Brooks argue que des robots ne pourront accomplir des tâches quotidiennes dans un environnement partagé avec des humains qu'à la condition que leurs capacités cognitives supérieures, y compris la pensée abstraite émulée par le raisonnement symbolique, soient basées sur le couplage senseur-moteur (en) avec l'environnement, complété par des senseurs proprioceptifs nécessaires pour la coordination œil-main (approche actionniste ou robotique behavioriste), soulignant que :
En 1997, Brooks et son travail ont été mis en vedette dans Fast, Cheap and Out of Control, un film qui dresse le portrait de quatre hommes dont les activités professionnelles sont peu communes.
Rodney Brooks a été nommé membre de la National Academy of Engineering en 2004 pour ses contributions à la fondation et aux applications de la robotique, notamment pour son apport aux fondations des industries robotiques appliquées à la consommation et aux milieux dangereux.
Il a co-fondé Rethink Robotics (en) (anciennement connu sous le nom de Heartland Robotics), dont il a été CEO ainsi que CTO. Il a co-fondé en 2019 la société Robust.AI, dont il est le CTO en octobre 2020.
Rodney Allen Brooks est fellow de l'Australian Academy of Science.

## Publications

### Articles
- (en) Brooks, Rodney, « A robust layered control system for a mobile robot », IEEE Journal of Robotics and Automation, vol. 2, no 1,‎ mars 1986, p. 14–23 (DOI 10.1109/jra.1986.1087032, hdl 1721.1/6432 )
- (en) Rodney Brooks, « A Robot that Walks; Emergent Behaviors from a Carefully Evolved Network », Neural Computation, vol. 1, no 2,‎ 1989, p. 253–262 (DOI 10.1162/neco.1989.1.2.253, hdl 1721.1/6500 , S2CID 33987248, lire en ligne, consulté le 24 août 2010)
- (en) Rodney Brooks, « Elephants Don't Play Chess », Robotics and Autonomous Systems, vol. 6, nos 1–2,‎ 1990, p. 3–15 (DOI 10.1016/S0921-8890(05)80025-9, CiteSeerx 10.1.1.588.7539, lire en ligne, consulté le 30 août 2007).
- (en) Rodney Brooks, « Intelligence without representation », Artificial Intelligence, vol. 47, nos 1–3,‎ janvier 1991, p. 139–159 (DOI 10.1016/0004-3702(91)90053-M, CiteSeerx 10.1.1.308.6537)
- (en) The Relationship Between Matter and Life (dans Nature, vol. 409, 2001, p. 409–411)
- (en) Brooks, Rodney, « Robots at work : towards a smarter factory », The Futurist, vol. 47, no 3,‎ may–jun 2013, p. 24–27

### Ouvrages
- (en) The Artificial Life Route to Artificial Intelligence: Building Embodied, Situated Agents, Hillsdale, New Jersey, Lawrence Erlbaum Associates, 1995 (ISBN 978-0-8058-1519-1, lire en ligne) Alternative  (ISBN 0-8058-1518-X)
- (en) Artificial Life: Proceedings of the Fourth International Workshop on the Synthesis and Simulation of Living Systems, Cambridge, Massachusetts, MIT Press, 1996 (ISBN 978-0-262-52190-1, lire en ligne)
- (en) Rodney Brooks, Cambrian Intelligence: The Early History of the New AI, MIT Press, 1999 (ISBN 978-0-262-52263-2, lire en ligne)
- (en) Flesh and Machines: How Robots Will Change Us, Pantheon, 2002.  (ISBN 0-375-42079-7)
- Robotics Research: Results of the 12th International Symposium ISSR, Berlin & Heidelberg, Springer-Verlag, 2007 (ISBN 9783540481102, lire en ligne)
- Brooks a contribué un chapitre au livre Architects of Intelligence: The Truth About AI from the People Building it, Packt Publishing, 2018,  (ISBN 978-1-78-913151-2), dont la rédaction a été dirigée par le futuriste américaine Martin Ford[8]

### Citations originales
1. ↑  (en) « Over time there's been a realization that vision, sound-processing, and early language are maybe the keys to how our brain is organized »